# حادث إطلاق النار في نوفا سكوشا
أقدمَ رجلٌ في الفترةِ الممتدة من 18 حتى 19 نيسان/أبريل 2020 على إطلاقِ النار على عددٍ من الأشخاص في محافظة نوفا سكوشا بكندا؛ ما تسبَّب في مقتلِ ما لا يقلُّ عن 19 شخصًا بما في ذلك ضابطٌ في شرطة الخيالة الكندية الملكية (RCMP) وإصابة اثنين آخرين بجروحٍ متفاوتة الخطورة قبل أن يُقتل المهاجِم على أيدي الشرطة بعد مطاردته لعدّة ساعات. اعتُبر هذا الهجومُ هو الهجومُ الأكثرُ دمويةً من نوعهِ في التاريخ الكندي؛ وتقولُ الشرطة إنها لم تُحدّد دافع المُهاجِم بعد.

## العمليّة
في تمامِ الساعة الـ 11:32 مساءً من يومِ الثامن عشر من نيسان/أبريل؛ تلقَّت الشرطة الكنديّة عشرات المُكالمات بخصوصِ «حادثةٍ متعلقة بالسلاح» في مجتمعٍ ما يقعُ على بعد 130 كيلومتر (81 ميل) شمال هاليفاكس. تحرَّكت الشرطةُ لعينِ المكان؛ وعثرت على العديدِ من القتلى والمصابين داخل وخارج مجموعةٍ من المنازل لكنها فشلت في الإمساك بأيّ مشتبهٍ فيه في عينِ المكان.
قاد التحقيقُ بين عشيةٍ وضحاها الشرطة إلى مجموعةٍ من الأماكن التي مرَّ منها المُهاجِم والتي تركَ فيها إصابات وقتلى في الشوارع وفي مناطق أخرى. في الثامنة من صباح التاسع عشر من نيسان/أبريل؛ أعلنت الشرطة أنها تتعامل مع وضعِ «إطلاق نارٍ نشطٍ» ناصحةً السكان في المنطقة المعنيّة بالبقاءِ في الداخل كما أُخلي جزءٌ من المدينة. أبلغَ السكان عن نشوبِ حريقٍ في ثلاثِ مبانٍ وسيارتين – جرّاء الهجوم – الأمر الذي تطلَّب تدخلًا من رجال الإطفاء.
تمكّنت الشرطة من تحديدِ هويّة المُهاجِم؛ حيثُ قالت إنه رجلًا يُدعى غابرييل ورتمان ويبلغُ من العمر 51 عامًا؛ ادعى أنه واحدٌ من الخيّالة قبل أن يبدأ في وقتٍ ما بإطلاق النار على المارّة والمواطنين بشكلٍ عشوائي. كان المهاجِم يقود سيّارة تُشبه إلى حدٍ كبيرٍ السيارات التي يقودها رجال الشرطة في كندا؛ ولمّا كُشف أمره وطلبت الشرطة الكنديّة من المواطنين التبليغ عن السيارة إذا ما لمحوها؛ غيّر القاتلُ تلك السيّارة وانتقل لقيادة سيارة رياضية متعددة الأغراض.
بعد ما يقربُ من اثنتي عشرة ساعة من تلقي الشرطة أوّل شكوى بخصوص حادثِ إطلاق النار؛ نجحت السلطاتُ في قتلِ فورتمان على مقربةٍ من محطّة وقود في إنفيلد التي تقعُ على بعد 92 كيلومتر (57 ميل) جنوب بورتابيك وعلى بعد 40 كيلومتر (25 ميل) شمال هاليفاكس؛ فيمَا أعلن فريق الاستجابة للحوادث الخطيرة في وقتٍ لاحقٍ من اليوم أنه فتحَ تحقيقًا في العمليّة التي أدّت لمقتل المهاجِم.

## المُنفِّذ
حُدِّد مُطلق النار على أنه رجلٌ يُدعى غابرييل ورتمان ويبلغُ من العمر 51 عامًا. يملكُ غابرييل عقارات في بورتابيك ودارتموث. التحق بثانويةٍ محليّةٍ في نيو برونزويك وكان يتطلَّع إلى أن يُصبح ضابط شرطة. تبيّن أن غابرييل ورتمان كان لديه درجةٌ من الهوس في العملِ كشرطي حيثُ كان يحرصُ على شراء كلّ الأدوات التي تستعملها الشرطة الكنديّة.
لم يُحدّد الدافع وراء عمليات القتل تلك؛ كما لم تعتبر السلطات الهجوم «عملًا إرهابيًا». قال جيران غابرييل إن هذا الأخير كان يُعاني من إدمان الكحول وقد كافحَ للتخلُّصِ من هذا الإدمان؛ فيما قال آخرون إنَّ أعماله قد تأثرت جرّاء الإغلاق الناجمِ عن انتشار جائحة فيروس كورونا.

## الضحايا
قُتل ما لا يقلُّ عن 18 شخصًا (مع استثناءِ المشتبه فيه)؛ وكان من بينِ الضحايا ضابطٌ في الثالثة والعشرين من عمره كما أُصيب ضابطٌ آخرٌ في الشرطة الملكية الكندية لكنَّ حالتهُ مستقرة. أشارت المعلومات الأوليّة إلى أن بعض الضحايا كانوا على صلةٍ بالمهاجِم غابرييل خاصّة الضحايا الذي بدأَ بهم سلسلة القتل تلك قبل أن تُصبح أهدافه أكثر عشوائيّة مع مرورِ الوقت. يُعتقد على نطاقٍ واسعٍ أن الضحايا قد لقوا حتفهم متأثرين بطلقاتٍ ناريةٍ؛ مع أن الشرطة تُحقّق في أسباب أخرى.

## ردود الفعل
في أول ردود فعلٍ بعد الهجوم؛ قال ستيفن ماكنيل رئيس مجلس إدارة نوفا سكوشا للصحافيين: «هذا من أكثر أعمال العنف التي لا معنى لها في تاريخ مقاطعتنا» وأعربَ عن تعازيه للسكان المتضررين وأُسَرِ الضحايا؛ كما أعربَ رئيس الوزراء الكندي جاستن ترودو عن تعازيه.